# Čtyřhra

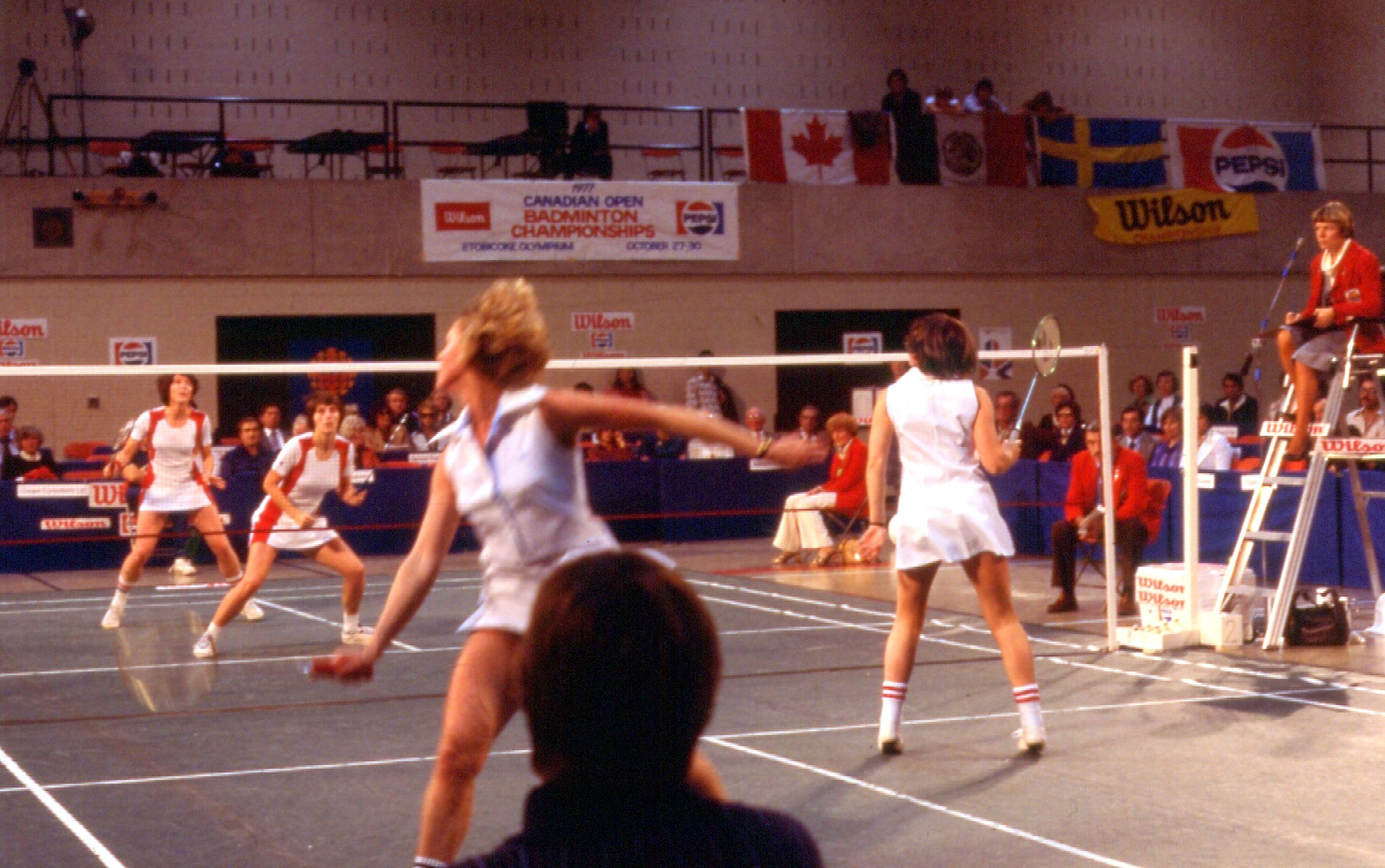
Badminton, ženská čtyřhra

Čtyřhra, také zvaná debl či double, je pojem užívaný v tzv. raketových sportech, jako je tenis, stolní tenis, badminton, speed badminton, squash a rackets. Označuje tak situaci, kdy na hřišti proti sobě na každé straně hrají vždy dva hráči.
Olympijskou disciplínou je čtyřhra mužů a žen v tenisu, stolním tenisu a badmintonu a smíšená čtyřhra v badmintonu a pro rok 2012 také v tenisu, která se do programu vrátila poprvé od roku 1924.

## Hřiště
V badmintonu a tenisu se čtyřhra hraje na větším hřišti než běžná dvouhra, ve stolním tenisu se rozměr tenisového stolu pro čtyřhru nemění.

## Smíšená čtyřhra

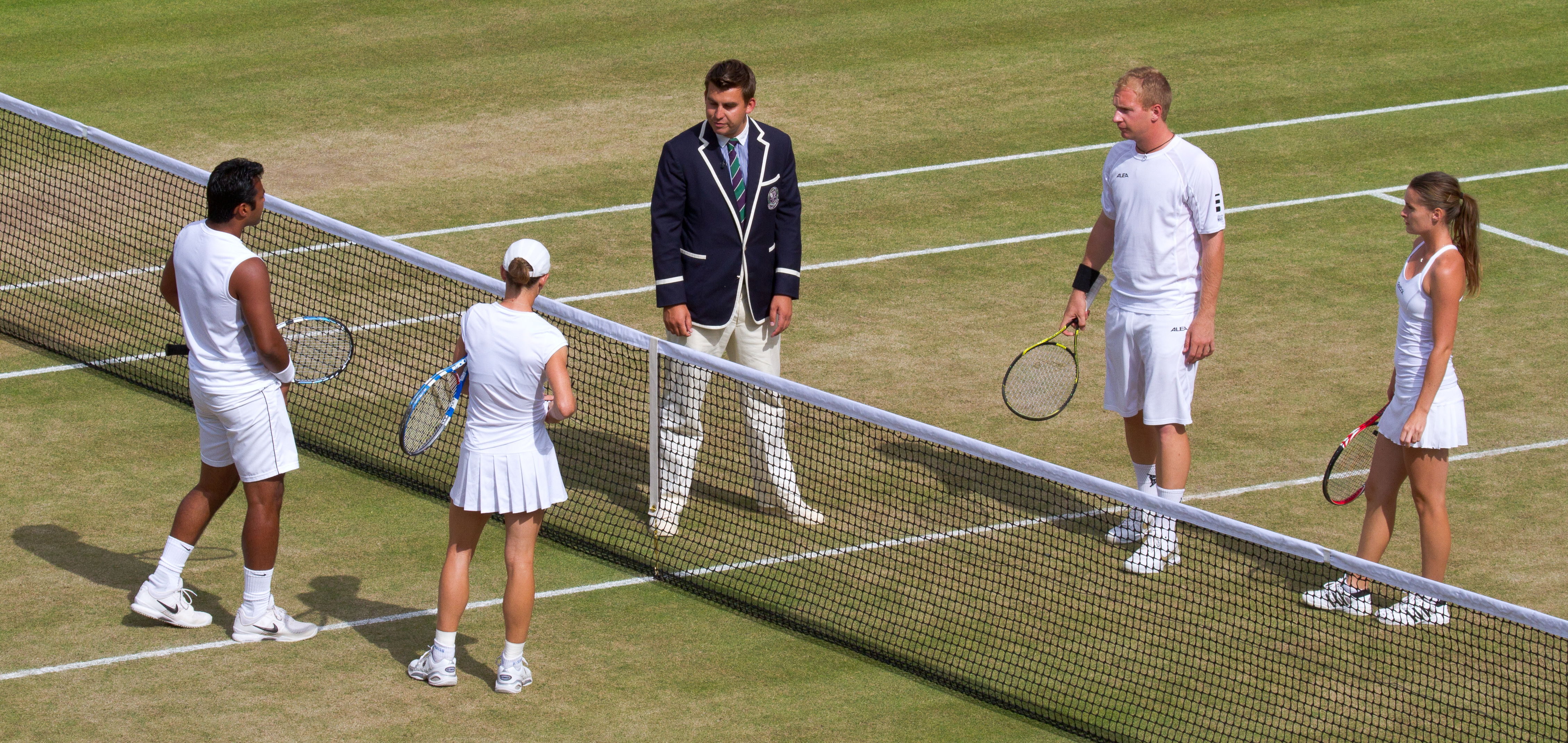
Los před semifinále mixu Leander Paes – Cara Blacková proti páru Lukáš Dlouhý – Iveta Benešová ve Wimbledonu 2010

Smíšená čtyřhra, zvaná také mix, označuje situaci, kdy na každé straně hraje pár muž-žena. Taktiku smíšené čtyřhry ovlivňuje fakt, že žena je obvykle fyzicky slabší než je její mužský spoluhráč.
Jde o také jednu z mála variant ve sportu, kdy muži soutěží v družstvu společně se ženami (viz seznam smíšených sportů).

### Tenis
V tenisu je obvykle smíšená čtyřhra považována za méně prestižní záležitost, než jakou představuje běžná čtyřhra, ale mnohé hráče tato situace může někdy více bavit.

## Ostatní sporty
Dvě dvojice hráčů proti sobě hrají standardně i v některých dalších sportech, např. v plážovém volejbalu, plážovém tenisu nebo nohejbalu, ale v těchto případech se termín čtyřhra nepoužívá. V plážovém volejbalu a plážovém tenisu jde o standardní formu, v nohejbalu se používá označení „dvojice“.

## Série výher v tenise
| Ženská čtyřhra nejdelší série neporazitelnosti | Ženská čtyřhra nejdelší série neporazitelnosti | Ženská čtyřhra nejdelší série neporazitelnosti | Ženská čtyřhra nejdelší série neporazitelnosti |
| poř.                                           | pár                                            | zápasů                                         | období                                         |
| ---------------------------------------------- | ---------------------------------------------- | ---------------------------------------------- | ---------------------------------------------- |
| 1.                                             | Martina Navrátilová Pam Shriverová             | 109                                            | 1983–1985                                      |
| 2.                                             | Martina Navrátilová Pam Shriverová             | 57                                             | 1986–1987                                      |
| 3.                                             | Jana Novotná Helena Suková                     | 44                                             | 1990                                           |
| 4.                                             | Martina Hingisová Sania Mirzaová               | 41                                             | 2015–2016                                      |
| 5.                                             | Martina Navrátilová Pam Shriverová             | 40                                             | 1982–1983                                      |